# Heliophila macrosperma
Heliophila macrosperma är en korsblommig växtart som beskrevs av William John Burchell och Dc. Heliophila macrosperma ingår i släktet solvänner, och familjen korsblommiga växter. Inga underarter finns listade i Catalogue of Life.